# Albert III. (Görz)
Albert III. von Görz († 1374) war ein Görzer Graf, welcher im Zeitraum des Hochmittelalters lebte und wirkte.
Albert III. entstammte der ersten Ehe des meinhardinischen Grafen Albert II. von Görz mit Elisabeth von Hessen, Tochter von Landgrafen Heinrich I. Im Jahre 1338 trat er gemeinsam mit seinen (Halb)brüdern  Heinrich V. und Meinhard VI. von Görz das Erbe ihres Cousins Johann Heinrich IV. von Görz an. In den Jahren 1329/38 war er Landeshauptmann von Friaul, Görz und Istrien. Durch ein Übereinkommen mit seinen Halbbrüdern wurde er im Jahre 1339 zum alleinigen Pfalzgrafen von Kärnten. Albert III. war zuerst mit einer Edelfrau namens Helena verehelicht und in zweiter Ehe (1353) mit Katharina von Cilli (1284–1308), Tochter des Grafen Friedrich I.